# یه نیونت
یه نیونت (انگلیسی: Ye Nyunt؛ زادهٔ ۳ ژوئن ۱۹۵۰) بازیکن فوتبال اهل میانمار بود.
وی به‌همراه تیم ملی فوتبال میانمار در بازی‌های المپیک تابستانی ۱۹۷۲ شرکت کرده‌است.